# 阿什利·伊斯特漢姆
阿什利·伊斯特漢姆（英語：Ashley Eastham；1991年3月22日—）是一位英格蘭足球運動員。在場上的位置是後衛。他現在效力於英格蘭足球甲級聯賽球隊羅奇代爾足球俱樂部。他在2013年6月轉會羅奇代爾。

## 外部連結
- 足球数据库：阿什利·伊斯特漢姆的球员统计数据